# Rejon bałtasiński
Rejon bałtasiński (ros. Балтасинский райо́н, tatar. Балтач районы) – rejon w należącej do Rosji autonomicznej republice Tatarstanu.
Rejon leży w północnej części kraju; jego ośrodkiem administracyjnym jest osiedle typu miejskiego Bałtasi. Rejon ma powierzchnię 1094,5  km²; zamieszkuje go 33 229 osób (wg danych na rok 2021).